# 1885 en rugby à XV
Cette page présente les faits marquants de l'année 1885 en rugby à XV : les principales compétitions et évènements liés au rugby à XV et rugby à sept ainsi que les naissances et décès de grandes personnalités de ce sport.

## Principales compétitions
- Tournoi britannique (du 3 janvier au 21 février 1885)

## Événements

### Janvier
- 3 janvier : dans le premier match du Tournoi britannique, le pays de Galles est battu à domicile à Swansea par l'Angleterre sur le score de 7 à 4. Le pays de Galles s'incline en concédant un but et cinq essais contre un but et deux essais réussis. Les essais gallois sont l'œuvre de l'ailier des London Welsh Martyn Jordan, et si certains donnent le crédit de la transformation à Charles Taylor[1], elle est en fait attribuée à Arthur Gould[2].
- 10 janvier : l'Écosse et le pays de Galles font match nul sur un score vierge à Glasgow[3].

### Février
- 7 février : l'Angleterre domine l'Irlande à Manchester sur le score de 2 à 1[4].
- 21 février : bien que la rencontre soit arrêtée au bout de vingt minutes, l'Écosse bat l'Irlande chez elle à Belfast grâce à un unique essai marqué[5]. Le Tournoi britannique n'est pas terminé pour cause de conflits entre les fédérations. Le match entre l'Angleterre et l'Écosse devant désigner le vainqueur du tournoi n'est pas disputé et le classement n’est donc pas officiel. Le match entre le pays de Galles et l'Irlande n'est pas disputé non plus.

### Mars
- De nouvelles règles du rugby sont publiées en mars 1883 : Laws of the Rugby Football Union.

### Octobre
- Une nouvelle mouture des règles est publiée en octobre : Laws of the Rugby Football Union.

## Naissances
- 11 septembre : Marcel Communeau, joueur de rugby à XV français. († 21 juin 1971).
- 26 octobre : Dougie Morkel, joueur de rugby XV sud-africain. († 20 février 1950).